# Конвой №6011
Конвой № 6011 — японський конвой часів Другої світової війни, проведення якого відбувалось у жовтні 1943-го.
Вихідним пунктом конвою був атол Кваджелейн, на якому була головна японська база на Маршаллових островах. Пунктом призначення став атол Трук у центральній частині Каролінських островів, де ще до війни створили головну базу японського ВМФ у Океанії, звідки до лютого 1944-го провадились операції в цілому ряді архіпелагів.
До складу конвою увійшов єдиний транспорт «Шоєй-Мару» (Shoei Maru) під охороною мисливця за підводними човнами CH-29.
1 жовтня 1943-го загін полишив Кваджелейн та попрямував на захід. Хоча поблизу вихідного та, особливо, кінцевого пунктів маршруту традиційно діяли американські підводні човни, проходження конвою № 6011 минуло без інцидентів і 5 жовтня він прибув на Трук.